# Wilhelm Schenck zu Schweinsberg

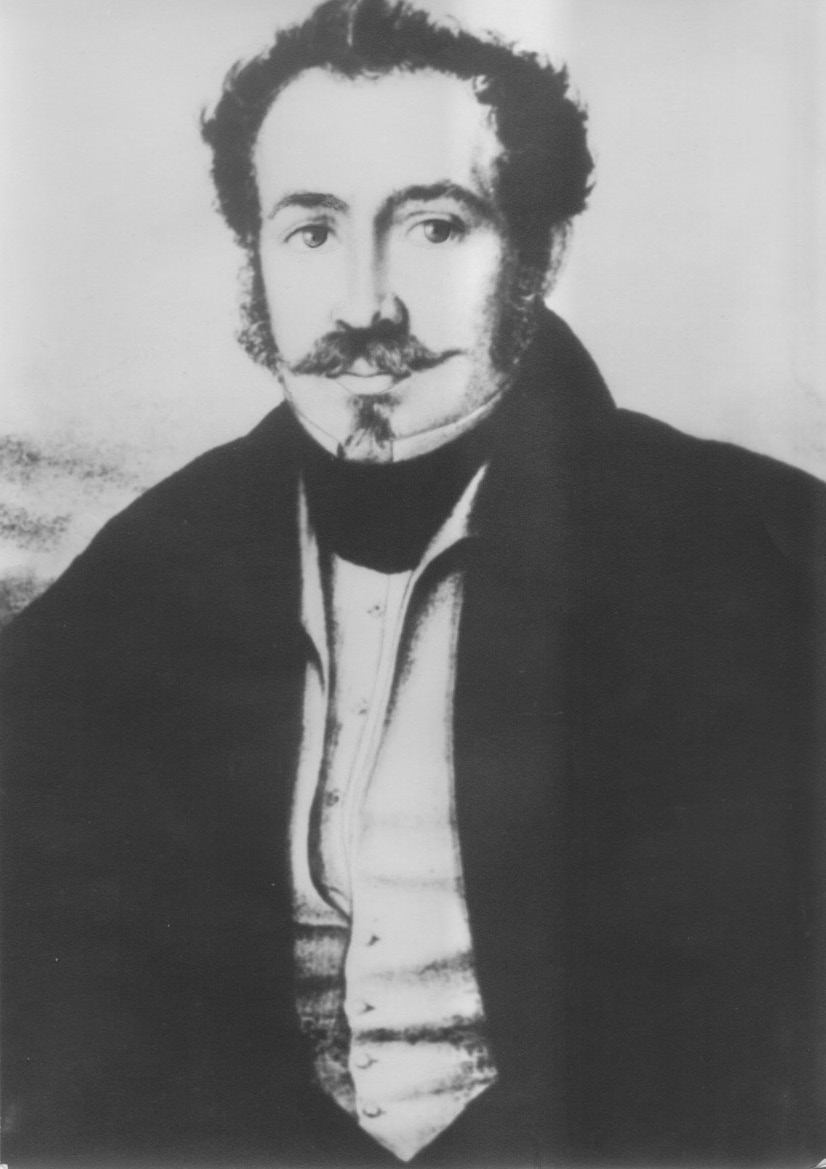
Wilhelm Freiherr Schenck zu Schweinsberg (1809–1867)

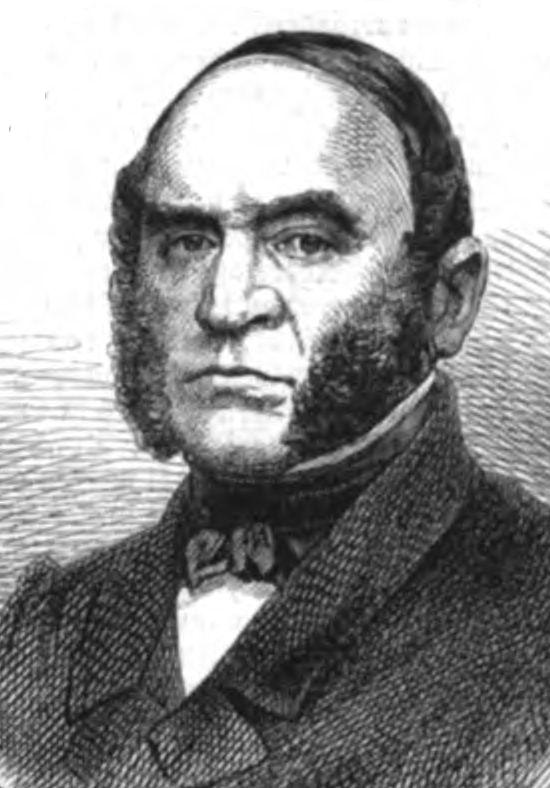
Wilhelm Schenck zu Schweinsberg, 1863.

Wilhelm Freiherr Schenck zu Schweinsberg (* 26. Januar 1809 in Fulda; † 3. August 1867 in Schweinsberg) war ein deutscher Jurist und liberal gesinnter Verwaltungsbeamter, Regierungschef von Hohenzollern-Sigmaringen (1839–1848) und 1848/49 Vorstand des kurhessischen Außenministeriums.

## Herkunft und Ausbildung
Seine Eltern waren Ferdinand Schenck zu Schweinsberg (* 1765; † 1842) und dessen Ehefrau Christiane Charlotte Friederike Wilhelmine Treusch von Buttlar (* 17. Februar 1770; † 26. April 1832).
Er besuchte das Lyceum Fridericianum in Kassel und die Schule in Marburg. Anschließend studierte er ab 1825 Rechtswissenschaft an den Universitäten Marburg und Göttingen.

## Beruf und Politik
1829 trat er als Referendar am Obergericht Marburg in den Staatsdienst ein. Gleichzeitig las er an der Universität als Privatdozent Römisches Recht und kurhessisches Zivilrecht. In der Julirevolution von 1830 wählten ihn die Marburger Bürger zum Kommandeur eines Bürgerbataillons. 1831 wurde Wilhelm Schenck zu Schweinsberg Staatsanwalt in der Provinz Hanau. Auch hier wurde er zum Kommandeur eines Bataillons der Bürgergarde gewählt. Aus den folgenden Jahren muss sein Kontakt mit dem leitenden Minister des Kurstaates jener Zeit, Ludwig Hassenpflug, stammen, der ihn 1839 dem Fürsten von Hohenzollern-Sigmaringen als Regierungschef (Dirigierender Geheimrat) empfahl, als Hassenpflug selbst aus dieser Stelle nach kurzer Dienstzeit in das Großherzogtum Luxemburg wechselt. Wilhelm Schenck zu Schweinsberg bekleidete dieses Amt dann von 1839 bis 1848.
1848 wurde Wilhelm Schenck zu Schweinsberg für ein knappes Jahr provisorischer Vorstand des kurhessischen Außenministeriums im „Märzministerium“ unter dem leitenden Minister Bernhard Eberhard, ehemals Oberbürgermeister von Hanau, den er aus seiner Hanauer Zeit kannte. Zusammen mit den anderen Ministern des „Märzministeriums“ geriet er in heftigen Streit mit dem Landesherrn, dem damaligen „Mitregenten“ (Prinzregenten) und späteren Kurfürsten Friedrich Wilhelm, der diese „revolutionäre“ Regierung zu boykottieren versuchte – indem er z. B. einfach die ihm zugesandten Akten nicht bearbeitete – und zum nächstmöglichen Zeitpunkt im September 1849 entließ. Da für die Minister aber so schnell kein Ersatz zu beschaffen war, musste er die Regierung doch bis 1850 weiter amtieren lassen. Nur Wilhelm Schenck zu Schweinsberg, den der Kurfürst für einen „Radikalen“ hielt, war dem Landesherren so verhasst, dass er sofort gehen musste.
1850 wurde er für Kassel zum Abgeordneten des Unionsparlamentes in Erfurt gewählt und von diesem zu seinem Vizepräsidenten, ohne wegen der Kurzlebigkeit dieser Einrichtung jemals die Chance zu erhalten, das Amt auszuüben. 1867 wurde er als Abgeordneter für den Wahlkreis Kassel 8 (Hanau) in den konstituierenden Reichstag des Norddeutschen Bundes gewählt. Außerdem war er von 1849 bis 1850 und von 1862 bis 1866 Abgeordneter des kurhessischen Landtags.
Nach Ausscheiden aus der Regierung wurde Wilhelm Schenck zu Schweinsberg in den Wartestand versetzt. Anschließend hatte er im Kurstaat nur noch nachrangige Aufgaben inne: 1853 wurde er Vorstand des Landeshospitals Haina, 1865 der letzte Vorstand der Provinz Hanau. Nach dem durch den Deutschen Krieg verursachten Untergang des Kurstaates setzte ihn die preußische Militärverwaltung 1866 zum Präsidenten von Regierung und Konsistorium in Hanau ein, die 1868 aufgelöst wurde. 1867 war Wilhelm Schenck zu Schweinsberg als Regierungspräsident von Wiesbaden vorgesehen, verstarb jedoch, bevor es zur Ernennung kam.

## Familie
Er heiratete am 9. Oktober 1833 Elisabeth Zimmermann (* 1810; † 2. November 1875). Das Paar hatte mehrere Kinder:
- Christian Marie Sophie Frederike (* 13. August 1834), Hofdame
- Amalie Lillie (Emilie) (* 9. Juni 1836)
- Marie Sophie Elisabeth (* 13. April 1839) ⚭ 1865 Wilhelm Carl Louis Emil Milchling von Schoenstadt
- Alexander Moritz Ernst Carl Aloys (* 21. Juni 1843) ⚭ Emilie Luise Fanny Johanna Riess von Scheuernsschloss (* 29. Januar 1857)

## Veröffentlichungen
- Versuch einer Darstellung des Dienstwesens in Kurhessen. 1831.
- Bericht über die Verwaltungsergebnisse der Jahre 1840 bis 1842 im Fürstentum Hohenzollern-Sigmaringen. 1843.
- Bericht über die Verwaltungsergebnisse der Jahre 1843 bis 1846 im Fürstentum Hohenzollern-Sigmaringen. 1847.
- (Anonym): Über den niederen Adel und dessen politische Stellung in Deutschland. Stuttgart 1842.